# Hercules von Oberberg
Hercules von Oberberg (omkring 1517, Nederlandene - 29. december 1602, Haderslev) var en nederlandsk arkitekt, som arbejdede i Danmark.

## Liv og karriere
Von Oberberg arbejdede i sin ungdom for markgreve Johann af Brandenburg-Küstrin- Han blev den 17. juli 1557 ansat som som kgl. bygmester.
Han blev Martin Busserts efterfølger men ledende bygmester var han ikke længe, han var 1557-1559 beskæftiget på Københavns Slot og Koldinghus (mindre istandsættelser), Sønderborg Slot (projektering og påbegyndt ombygning) ved Københavns fæstning (projektering) og Krogen (udførelsen af den bastionære befæstning efter Hans von Diskows projekt). 29. august 1559 antog hertug Hans den Ældre i Haderslev von Oberberg i Matheus Rubensådts sted, og i Haderslev blev von Oberberg boende til sin død, uvist af hvilken grund synes von Oberberg at være begravet i Kalundborg, for i kirken findes et epitafium over "Hercules Øuerbergh" bekostet af hans enke og børn, men uden årstal.
1559-1566 ledede von Oberberg opførelsen af vestfløjen sydvestre hjørnetårn og sydfløjen med kirken på Hansborg, hvor han også efter Hertug Hans' død i 1580 i Frederik II’s tjeneste fortsatte som slotsbygmester indtil 1588. I Hertug Hans' sidste år var von Oberberg foruden på Hansborg også beskæftiget med ombygnings- og befæstningsarbejde på Tønderhus. 1581 henvendte Hertug Georg Friedrich af Prøjsen sig til Frederik II for at få von Oberberg til Königsberg, men forgæves. Derimod påtog von Oberberg sig arbejde for de gottorpske hertuger, i 1591 var han beskæftiget på Gottorp Slot, hvor det er sandsynligt, at han bl.a. har opført gavlene på nordfløjen. 1598 betroede Christian IV den aldrende bygmester opførelsen af kæmpetårnet og slotskirken på Koldinghus efter den skabelon, kongen har forordnet. Ved fuldførelsen af kirken, der udi alle måder skulde være som kirken på Haderslevhus, medvirkede fra 1601 stenhuggeren Hans Barchmand, denne var forpligtet til alene at fuldføre arbejdet, hvis von Oberberg skulle gå hen at dø.
Forskellige forskere har på ret løst grundlag forsøgt at tilskrive von Oberberg herregårdene Trøjborg, Grøngård, Engelsholm og Brejninggård.
Von Oberberg indførte Florisstilen i Danmark. Herom vidner endnu Sønderborg Slot, hvis ombygning fra middelalderborg til renæssanceslot von Oberberg må have planlagt for Christian III omkring 1557 og ledet efter kongens død. Florisstilen behersker Sønderborg Slotskirke i alle detaljer. Gavlene på Sønderborg Slot og Gottorp Slots nordfløj såvel som på Tønderhus og Tønning Slot var også i Floris' stil, medens sidstnævnte slots grundplan har franske forbilleder (Jacques Androuet du Cerceau) og rimeligvis skyldes en anden bygmester. Slotskirken på Koldinghus, der var i to etager med et omløbende galleri (og rimeligvis også den på Hansborg), forudsætter, at bygmesteren har haft kendskab til tyske, protestantiske slotskapeller. Som militærarkitekt var von Oberberg utvivlsomt mere gammeldags og synes hovedsagelig at have bygget på Albrecht Dürers teorier, hvormed han i sin ungdom i Küstrin kan have gjort sig fortrolig.